# Останні патрони (картина)
«Оста́нні патро́ни» (фр. Les Dernières Cartouches), також відома під назвою «Битва під Бала́ном» (фр. Combat à Balan) — картина французького художника-баталіста Альфонса де Невіля (1836—1885), написана в 1873 році. Полотно ілюструє сцену однієї з битв Франко-прусської війни 1870—1871 років та є найвидатнішою роботою художника.

## Сюжет картини

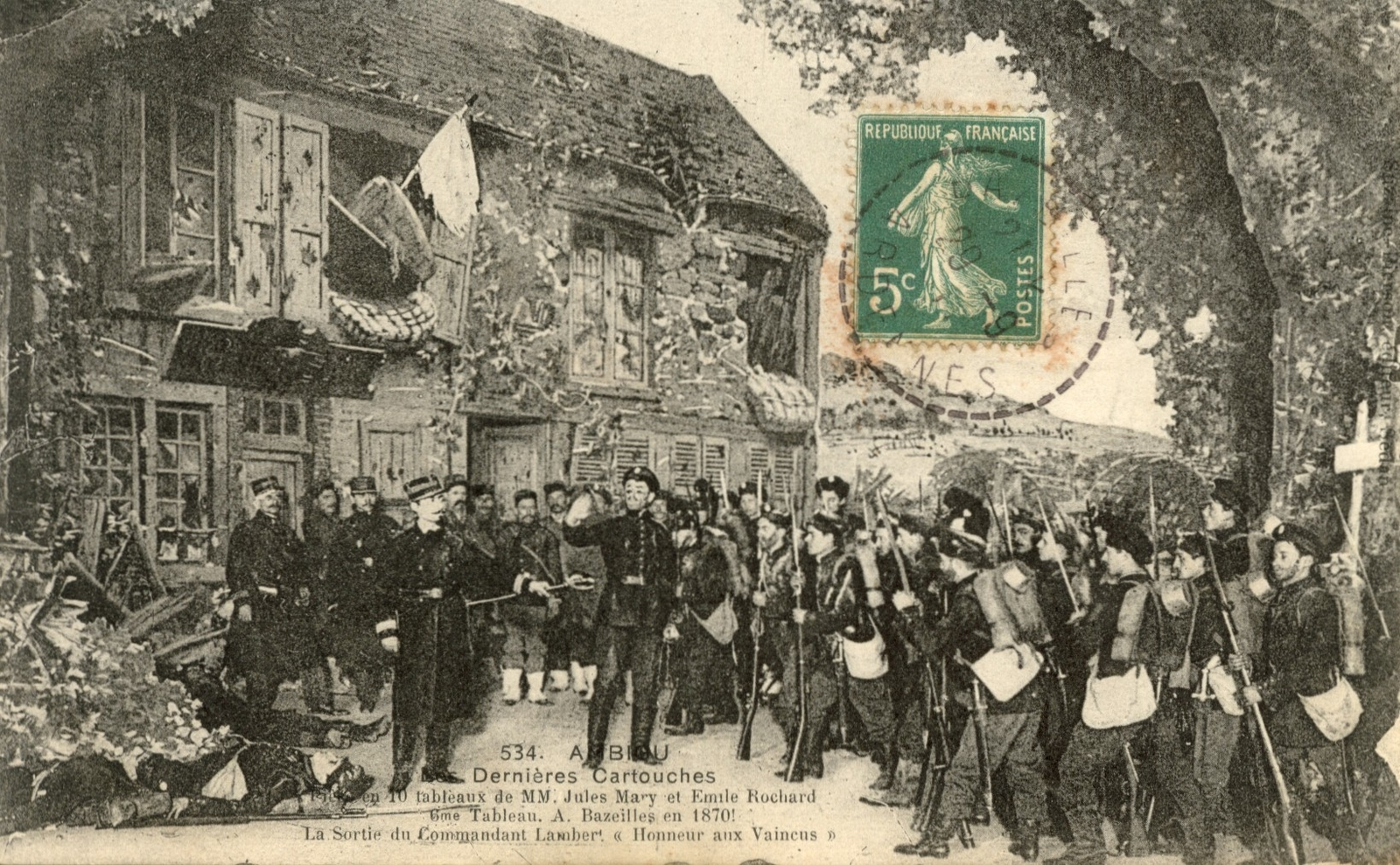
Вихід командира Ламберта і його солдатів (сцена з п'єси Жюля Мері та Еміля Рошера, 1903)

1 вересня 1870 р. вже добігала кінця битва за Базей — частина масштабнішої та відомішої битви при Седані у ході Франко-прусської війни. Французькі морські піхотинці Блакитної дивізії під командуванням Арсена Ламберта засіли у постоялому дворі «La Maison Bourgerie» між містечками Базей та Балан, де розгортаються події картини, та дали героїчну відсіч переважаючим у кількості баварським військам під командуванням Людвіга фон дер Танна. Французи мужньо чинили опір до останнього патрона, тримаючи дорогу на Седан, після чого лише невелика їх кількість здалася в полон.

## Опис
Олійними фарбами на полотні, розміром 109 на 165 см, художник зобразив близько 15 солдатів, відчайдушно тримаючих оборону будівлі на околиці міста.
Інтер'єр приміщення є доволі нехарактерною ознакою картин батального жанру, однак саме ця війна першою зумовила активне ведення міських боїв, що вже потім відобразилося і у мистецтві. Кімната виглядає понівеченою, задимленою крізь вікно через безупинну стрільбу по будинку. Вікно, стіни та шафа усіяні кульовими отворами, а стеля, зокрема, у ході бою отримала пролом над дверним отвором — її уламки посипалися на підлогу. Виламані двері, схоже, ледь тримаються на нижній петлі та похилені на каркас ліжка, а дверне скло вибите та розсипане на підлогу. В правому нижньому кутку картини лежить розтрощений солом'яний стілець.
Умовно розділивши картину на ліву та праву частини, ліву можна охарактеризувати як місце головного перебігу подій, куди прикута основна увага глядача. Біля вікна стоїть дерев'яний ящик, зверху якого солдати поклали матрас та килим. Тут же можна побачити і головні фігури картини — солдатів, які стримують ворожий наступ крізь вікно. Морпіх, висунувши гвинтівку крізь вікно, веде прицільний вогонь по баварським штурмовим загонам. Поруч з ним сидить алжирський стрілець, теж з гвинтівкою в руках, його погляд також спрямований назовні. На передньому плані, присівши на підлогу, солдат із сумкою для дичини перев'язує рану офіцера. В офіцера бачимо нашивки на рукаві та стиснуту позаду гвинтівку. Біля них підлога усіяна порожніми пачками з-під набоїв. На задньому плані стоїть масивний дерев'яний буфет, що займає значну частину інтер'єру кімнати, та поранений у ногу солдат, який сперся на нього і спрямував свій погляд у вікно.
Праворуч від шафи Невіль зобразив ще двох поранених солдатів: перший розлігся на підлозі біля дверного отвору, притулившись спиною в куток та тримаючи поранену руку, а другий — сперся правим плечем на одвірок, стискаючи ліве рукою. На передньому плані — зламана французька гвинтівка Шасспо в уламках стелі, що, можна припустити, належить одному з поранених морпіхів позаду, та прусський пікельхельм поряд. Ледь притулившись до ліжка стоїть піший шассер (єгер), він сховав руки в кишені та спостерігає за союзниками. Позаду нього в ліжку видніється блідий поранений солдат, що простягає руку перед собою і ніби от-от помре. На задньому плані в сусідній кімнаті можна побачити ще близько 7-х солдатів, зокрема шассерського офіцера з шаблею на поясі та револьвером у руці.

## Історія
Нові реалії ведення бойових дій та тенденції мистецтва в цілому змусили піджанр поступово відходити від стандартів історичного живопису. Для Франції цей переломний момент настав після поразок у 1870—1871 роках, коли офіційні державні замовлення на батальні картини було припинено, а художникам-баталістам, що віднедавна отримували замовлення та нагороди, необхідно було затвердити жанр на новому рівні. Відтоді вони не прагнули зображати батальні сцени виключно як епізодичні історичні події, а хотіли приділити більше уваги глядача звичайному солдату або солдатам, наділити їх ключовою роллю на полотні.
«Останні патрони» Альфонса де Невіля стала другою його роботою на тему Франко-прусської війни, після картини «Бівуак перед Ле-Бурже» (1872), та принесла йому найбільший успіх за весь час творчості. Вона блискуче започаткувала нову тенденцію в батальному живописі Франції, де потрібно було возвеличити героїзм країни та французьких солдатів попри поразки у війні. Унікальною картина була й завдяки майстерному поєднанню історичності та емоційності — митець писав її своїм «французьким серцем» так само, як і художнім розумом. Вперше вона з'явилася на публіці та прославила художника у Паризькому Салоні 5 травня 1873 року, де виставлялася під назвою «Останні патрони; оборона будинку, оточеного ворогом». У цьому ж Салоні полотно було придбано приватною особою.
У своєму листі, адресованому французькому мистецтвознавцю Гюставу Гетши в 1881 році, Альфонс де Невіль так висловився стосовно картини:
|  | Я хочу розповісти історію наших поразок у всіх їхніх гідних аспектах, і я вірю, що це буде знаком пошани нашим воїнам і їхнім лідерам, а також заохоченням на майбутнє. Що б там не говорили, але ми не були переможені без слави, і я вважаю, що це потрібно показувати!Оригінальний текст (фр.) Je désire raconter nos défaites dans ce qu’elles ont eu d’honorable pour nous, et je crois donner ainsi un témoignage d’estime à nos soldats et à leurs chefs, un encouragement pour l’avenir. Quoi qu’on en dise, nous n’avons pas été vaincus sans gloire, et je crois qu’il est bon de le montrer! |

Згодом, на Всесвітній виставці 1889 року, що проходила в Парижі з приводу сторіччя Французької революції та зібрала шедеври французького мистецтва, полотно стало одним із центральних експонатів ювілейної експозиції. 1891 року картину вартістю в 175 тис. франків придбав Олімп Еріо — французький бізнесмен, спадкоємець Луврського універмагу. Пізніше її демонстрували на виставці військових художників, яка проходила в паризькій галереї «La Boétie» з травня по червень 1913.
1960 року «Останні патрони» виставлено на аукціон у Версалі паном Ж. Блашем, де зрештою цей іконографічний витвір мистецтва було продано Національному комітету традицій війська марин (фр. Comité national des Traditions des Troupes de marine) за 9 000 франків. У червні 1965 року картину розміщено в Будинку останнього патрона — музеї, що був створений у тій самій гостиниці Буржері з метою увіковічнити подвиг Блакитної дивізії. 2003—2005 рр. там проводили реставраційні роботи, у зв'язку з чим комітет позичив картину музею д'Орсе, де вона піддалася науковому дослідженню та реставрації. 2005 року була експонована на виставці цього музею, після чого повернулася у відреставрований Будинок останнього патрона.